# Maclyn McCarty

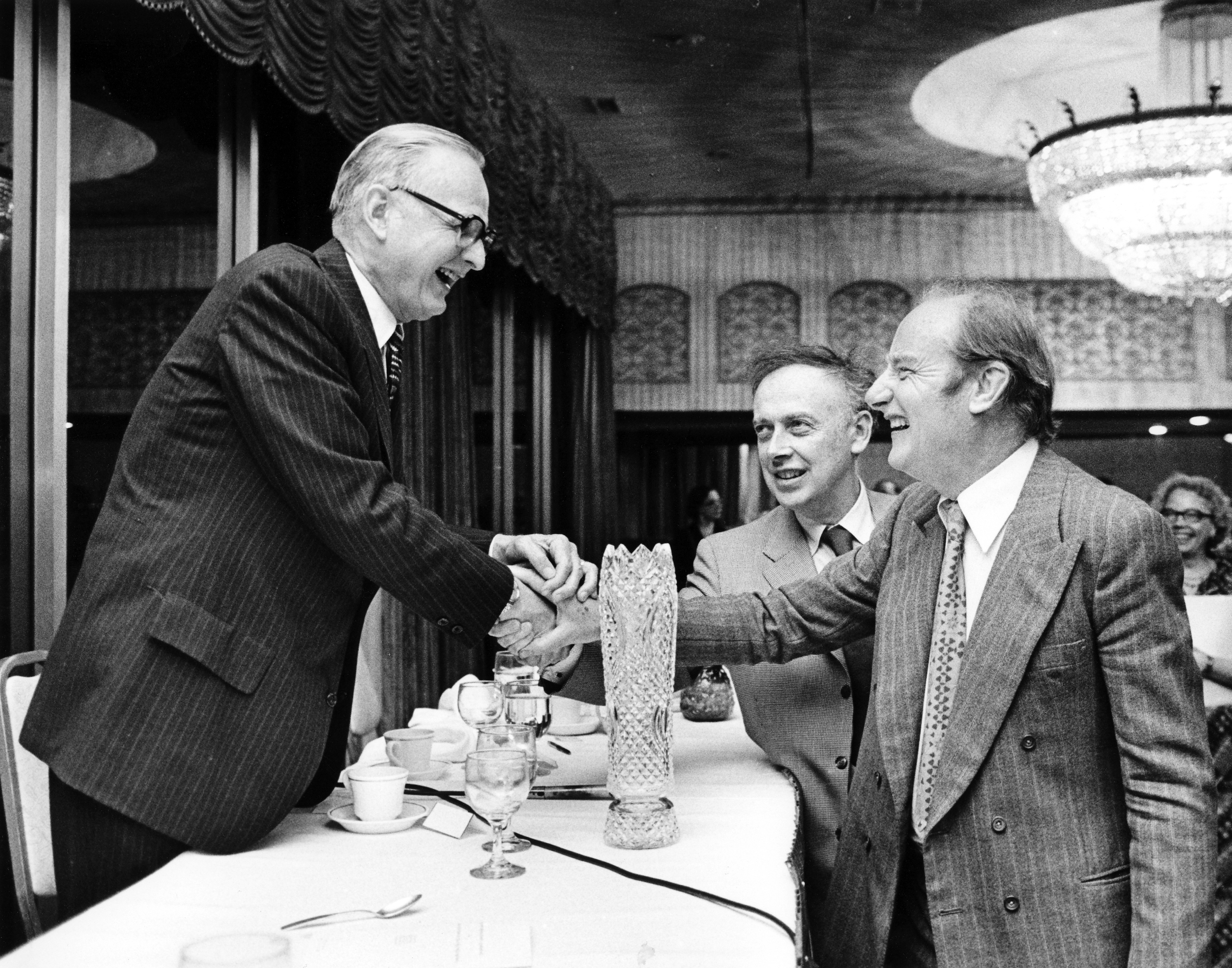
McCarty (links) met Francis Crick en James Watson

Maclyn McCarty (9 juni 1911 - 2 januari 2005) was een Amerikaans geneticus.
McCarty, die zijn leven als arts-wetenschapper wijdde aan het bestuderen van besmettelijke ziekte-organismen, is het meest bekend om zijn aandeel in de monumentale ontdekking dat DNA, in plaats van eiwit, de chemische aard van een gen vormde. De ontdekking van het moleculaire geheim van het gen in kwestie - dat voor het capsulaire polysaccharide van pneumokokkenbacteriën - leidde de weg naar de studie van erfelijkheid, niet alleen via de genetica maar ook via de chemie, en luidde het tijdperk van de moleculaire biologie in. McCarty was het jongste en langst overlevende lid van het onderzoeksteam dat verantwoordelijk was voor deze prestatie (bekend als het Avery-MacLeod-McCarty-experiment), waarvan ook Oswald T. Avery en Colin MacLeod deel uitmaakten. Hij overleed op 2 januari 2005 in New York aan congestief hartfalen. 

## Leven
McCarty werd geboren in 1911 in South Bend, Indiana, als tweede van vier zonen van een filiaalmanager van de Studebaker Corporation toen deze nog een firma was voor door paarden getrokken rijtuigen. In zijn tienerjaren stelde McCarty zich ten doel arts-wetenschapper te worden en hij volgde een succesvolle strategie om zich voor te bereiden op toelating tot, en vroeg succes op, de Johns Hopkins University Medical School. Als student aan de Stanford Universiteit, begon hij zijn studie in het ontluikende gebied van de biochemie, werkend met James Murray Luck aan eiwit omzet in de lever. In 1937, begon hij zijn klinische opleiding in de kindergeneeskunde aan de Harriet Lane Service aan de Johns Hopkins University. Daar ontwikkelde McCarty een speciale belangstelling voor infectieziekten - in het bijzonder voor antibacteriële sulfonamidemedicijnen die net hun intrede deden in de geneeskunde - die hij vervolgens voortzette door naar de Universiteit van New York te verhuizen om samen te werken met William Tillett. Een beurs van de National Research Council in de medische wetenschappen en een vacature in het laboratorium van Oswald T. Avery brachten hem ertoe in 1941 naar de Rockefeller University te verhuizen.
In die tijd was het onderzoek in het laboratorium van Avery gericht op de pneumokokkentransformatie, de erfelijke verandering van een pneumokokkenstam van een niet-virulente ruwe vorm in een virulente gladde ingekapselde vorm. McCarty's komst naar het Rockefeller Instituut in september 1941 markeerde 13 jaar sinds deze ontdekking, ook bekend als het Griffith fenomeen. Voorafgaand aan deze ontdekking werden de twintiger jaren gekenmerkt door een mengelmoes van ongelijksoortige waarnemingen over Streptococcus pneumoniae die een uitwisseling van receptoren leken in te houden tussen verschillende bacteriën die samen gekweekt waren in vloeibare media of blootgesteld waren aan verschillende soorten extracten en supernatanten. Op enkele uitzonderingen na waren de eerste onderzoekers op dit gebied volkomen in de war over het onderscheid tussen genotype en fenotype. Geen enkel experiment werd door andere waarnemers bevestigd, zodat het hele gebied van de "para agglutinatie" in diskrediet was geraakt
In 1928 echter toonde Fred Griffith, een leider op het gebied van volksgezondheidsonderzoek in Groot-Brittannië, aan dat de omzetting van de ene stam in de andere in vivo bij muizen kon plaatsvinden. Kort na de publicatie van zijn resultaten werden deze in verschillende kringen bevestigd, waaronder het laboratorium van Avery. De analyse berustte op serotypering: het was bekend dat fenotypische differentiatie van pneumokokkengroepen kon worden gediagnosticeerd door hun reacties met specifieke antisera, waarvan reeds bekend was dat zij chemisch verschillende capsulaire polysacchariden weerspiegelden. Griffith had noch de middelen noch de neiging om het verantwoordelijke agens in pneumokokkenextracten dat de veranderingen van serotype induceerde te zuiveren en te identificeren. Maar het fenomeen van transformatie werd tenminste vaag begrepen als een verandering van wat wij nu genetische factoren zouden noemen.
Hoewel onderbroken, soms voor jaren achtereen, vormden deze studies vanaf 1928 de kern van Avery's laboratoriumagenda. Rond 1940 werden zij geactiveerd door Colin MacLeod's inspanningen om het chemisch agens te zuiveren dat verantwoordelijk is voor veranderingen van serotype - of het nu eiwit, nucleïnezuur, of een andere klasse van molecule - en aan te tonen dat het noodzakelijk en voldoende was om het Griffith-fenomeen te veroorzaken. Studies naar pneumokokken transformatie werden zwaar belast door een grote verscheidenheid van variabelen, die gecontroleerd moesten worden om een kwantitatieve schatting mogelijk te maken van de transformerende activiteit in extracten die verschillende stadia van zuivering ondergingen. MacLeod had in de loop van een aantal jaren van onderzoek een aantal netelige technische kwesties opgelost om het experimentele systeem enigszins betrouwbaarder te maken als een assay voor biologische activiteit. Tegen de tijd dat McCarty aan de Rockefeller-universiteit kwam, had het team van Avery zo ongeveer besloten dat het actieve reagens geen eiwit was, zodat het of RNA of DNA moest zijn. De voortgang van dit onderzoek gedurende de volgende drie jaar wordt beschreven in McCarty's memoires The Transforming Principle, geschreven in het begin van de jaren tachtig.
Naarmate de zuivering vorderde, hielp blootstelling van extracten aan kristallijn RNase en aan proteïnase preparaten Avery's team te bepalen dat de biologische activiteit van extracten niet afhankelijk was van RNA of proteïne. Kristallijn DNase was niet beschikbaar tot 1948, maar de biologische activiteit werd snel verminderd door weefselextracten die rijk waren aan DNase. McCarty's komst naar de Rockefeller University werd ook gekenmerkt door een andere mijlpaal, namelijk de ontwikkeling van een difenylaminereagens assay om DNA positief te correleren met biologische activiteit. Geleidelijk werd duidelijk dat het actieve materiaal in gezuiverde extracten een verbazingwekkend hoge potentie had in microgrammen DNA dat de pneumokokken-transformatie in vitro kon voltooien.
McCarty, MacLeod en Avery worstelden met de bewijsstandaard die nodig was om te kunnen beweren dat zij pneumokokken hadden getransformeerd met zeer gezuiverd DNA uit extracten. Na veel zelfonderzoek publiceerden zij in 1944 in het Journal of Experimental Medicine dat het actieve materiaal DNA was,verstoken van proteïne of enig ander bekend polymeer.
The vicissitudes of the acceptance of the concept that "genes are DNA" deserve the scholarly praise they have received. The claim was, indeed, subject to a formidable, but predictable, round of organized skepticism. Some would say, even worse, that it was simply ignored, but that is manifestly untrue, at least in the case of the New York research institutions. The scientific community does not accept major scientific claims with ease, and in this case, there were challenges associated with research on S. pneumoniae, which made it especially difficult to attract other investigators to pursue this research. To begin with, few people had the necessary expertise with this pathogen from a biological perspective — it was dangerous to work with, and at the same time, it was finicky to grow. In order to assay its virulence, one needed to use mice as a selective filter. Most critically lacking as corroboration was the examination of other phenotypic markers, besides the capsular polysaccharide, to determine the extent that the findings on the gene for one pneumococcal antigen would apply to other metabolic markers of S. pneumoniae.
Tegen 1953 echter, onder invloed van de enorme impact van Watson en Cricks bihelikale structuur van DNA, had de meerderheid van de onderzoekers het artikel van 1944 volledig aanvaard. In feite zou men kunnen zeggen dat het formele bewijs dat DNA genetisch materiaal codeerde pas veel later werd benaderd door de laboratoriumsynthese van oligonucleotiden en door het aantonen van de biologische activiteit van genetisch materiaal, bijvoorbeeld genen voor tRNA of kleine DNA-virussen. Lang vóór dit formele bewijs hadden de meeste commentatoren de onbelemmerde heuristische waarde aanvaard van de stelling dat, inderdaad, genen van DNA waren gemaakt.
Ondertussen, een arts-wetenschapper in hart en nieren, richtte McCarty zijn aandacht op ziekten die door streptokokken werden bevorderd. Zo gebeurde het dat na de pensionering van Homer Swift in 1946, McCarty werd gevraagd om aan het hoofd te staan van het laboratorium dat in 1922 was opgericht om te werken aan streptokokken en reumatische koorts. Dit was de wetenschappelijke thuisbasis van Rebecca Lancefield, die de nog steeds krachtige serologische classificatie van streptokokken ontwikkelde. Uit ontelbare klinische waarnemingen, gecombineerd met Lancefields classificatie, werd duidelijk dat acute reumatische koorts, een ernstige steriele ontstekingsaandoening die vooral de gewrichten en het hart aantast, een complicatie was van groep A streptokokken faryngitis, die enkele weken na de infectie optrad. De causale keten van gebeurtenissen is ons nog steeds niet duidelijk. McCarty pakte dit probleem aan door zowel de biologie van groep A streptokokken te bestuderen als patiënten met acute reumatische koorts die in het Rockefeller Ziekenhuis waren opgenomen.
Samen met zijn studenten en medewerkers veranderde McCarty's werk in de volgende 20 jaar het begrip van het organisme van een grampositieve streptokok met een bepaald serologisch kenmerk tot een van de best gekarakteriseerde bacteriesoorten. Het werk aan de anatomie en de chemie van de bacteriële celwand was nog maar net begonnen. Zijn werk leidde tot de isolatie van de streptokokkencelwand als een structureel geheel dat geschikt is voor anatomische inspectie door elektronenmicroscopie. Chemische dissectie leidde tot karakterisering van het groep A-specifieke polysaccharide en het peptidoglycan, en de identificatie van de serologische specificiteit in het terminale hexosamine. Om deze specificiteit te bewijzen, moest hij eerst een specifiek enzym dat hexosamine splitst (een hexosaminidase) van een bodemorganisme identificeren en zuiveren. Door de polysaccharide met dit enzym te behandelen, werd de serologische reactiviteit ervan opgeheven. McCarty toonde verder de precieze configuratie van de hexosamine-binding aan door zowel α- als β-N-acetyl-glucosamine ovalbumine te synthetiseren en aan te tonen dat alleen het tweede reageerde met groep A-antisera. Een soortgelijke analytische strategie toonde aan dat het polysaccharide van groep C streptokokken verschilde door een terminale β-N-acetyl galactosamine als serologische determinant te hebben.
Parallel hieraan bestudeerde McCarty patiënten met reumatische koorts die in het Rockefeller Hospital waren opgenomen, alsmede waardevolle specimencollecties van militaire uitbraken van de ziekte tijdens de Tweede Wereldoorlog. Hij en zijn medewerkers ontdekten dat antilichaamresponsen op verscheidene streptokokkenantigenen aanzienlijk hoger waren in de groep van personen die acute reumatische koorts ontwikkelden dan bij personen met ongecompliceerde infectie. De reactie op niet-verwante antigenen, bijvoorbeeld difterietoxoïd, was echter niet verhoogd. Hij ontdekte dat streptokokken van groep A ongewoon grote hoeveelheden DNase afscheiden, en stelde een test op voor de opsporing van antilichamen die als reactie op dit antigeen worden geproduceerd. Dit leidde tot de ontdekking dat streptokokken in staat waren meerdere isozymes van DNase te produceren. Hij zuiverde menselijk C-reactief proteïne door kristallisatie, produceerde een zeer specifiek antiserum, en ontdekte met deze veel eenvoudigere en gevoeligere test dat C-reactief proteïneniveaus sneller en betrouwbaarder reageerden dan andere ontstekingsmarkers en konden dienen als de meest nauwkeurige indicator van reumatische ontstekingsactiviteit. Het meten van C-reactief proteïne niveaus om ontsteking op te sporen is nu routine in de medische praktijk.
In zijn latere jaren trad McCarty steeds meer op als een staatsman van de biomedische wetenschappen. Hij was 14 jaar lang hoofdarts van het Rockefeller University Hospital, en een vertrouwd adviseur en vice-president van de Rockefeller University. Buiten de universiteit werd zijn leiderschap gevraagd door de New York City Health Research Council, de Helen Hay Whitney Foundation, het Institute of Medicine (als charterlid), en talrijke universitaire visiting boards. Gedurende meer dan 40 jaar drukte hij als redacteur zijn stempel van uitmuntendheid en integriteit op het Journal of Experimental Medicine.
McCarty's wetenschappelijke interesses en energie hadden een tegenhanger in zijn rijke persoonlijke leven. Samen met zijn vrouw, Marjorie, had McCarty een brede kring van zeer goede vrienden, zowel in de Verenigde Staten als daarbuiten, die zijn persoonlijke warmte, zijn bescheiden, spaarzame en pragmatische karakter, zijn gevatheid en zijn brede intellect koesterden. Hij hield van Engelse literatuur, theater en symfonieën. Hij zwierf graag door de straten en musea van de grote wereldsteden, met name Parijs, New York en Londen, en na zijn pensionering bezocht hij vaak de overzeese gebieden. Bovendien bleef hij dicht bij zijn familie; de vier broers, die in verschillende delen van het land woonden, verzuimden nooit elkaar te ontmoeten voor jaarlijkse reünies. 